# Jorge Melicio

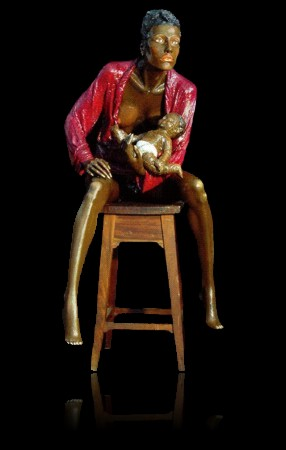
Escultura en bronce de Madre con Bebe.

El artista Jorge Melício (* Lobito, 20 de marzo de 1957) es un escultor angolés que vive en Lisboa, Portugal desde los 7 años de edad.
Frecuentó la Escuela de Arte Decorativo António Arroio y la Escuela Superior del "Bellas Artes de Lisboa". 
Su ejecución plástica se distribuye en varias modalidades. La manera que caracteriza su actuación en los dominios diversos traduce su persistencia. Del dibujo y de la pintura, ha pasado a la cerámica al fuego, con una avidez obsesiva. Este constante caminar junto al diseño, le ha permitido trabaja estucados decorativos, vitralismo, y la arquitectura de interiores.
La escultura es otra de las modalidades a la que dedica atención especial, con evidencia superlativa en los trabajos de bronce, donde se define prácticamente en un campo de la representación exclusiva de hiperrealismo portugués.
Melício es actualmente uno de los mejores escultores angoleños y del hiperrealismo.

## Ejecución
De la textura de la roca, de esa que las esculturas en los años 70 en su taller de Pêro Pinheiro, haciendo uso la maquinaria industrial, Melício lleva a las experiencias con otros materiales, culminando en yeso y su bastidor en metal. Dinamizador cultural en la ciudad de Lisboa durante un sistema de diez de años, asume igualmente funciones del docencia en el dominio de los artes plásticas. Con los workmanships dispersados para los museos, las instituciones y las colecciones privadas, merecen sin embargo la atención de una visibilidad pública más grande, como la acentúo en pantalla ese encima la puerta de la entrada del "A Brasileira" del Chiado; sus obras en bronce hiper-realistas están diseminadas en espacios característicos de Portugal,  entre ellos destaca el grupo escultórico “familia” del Jardín Fernando Pessoa, al lado de la Asamblea de la ciudad de Lisboa; o el monumento de cerámica dedicado reciente  a la vida y a la ejecución de la reina Santa Isabel, en el perímetro de participación de las edificio-jefaturas de la caja general de depósitos, en Lisboa. Era seleccionado por la administración del metro de Lisboa para la decoración de una de sus estaciones.

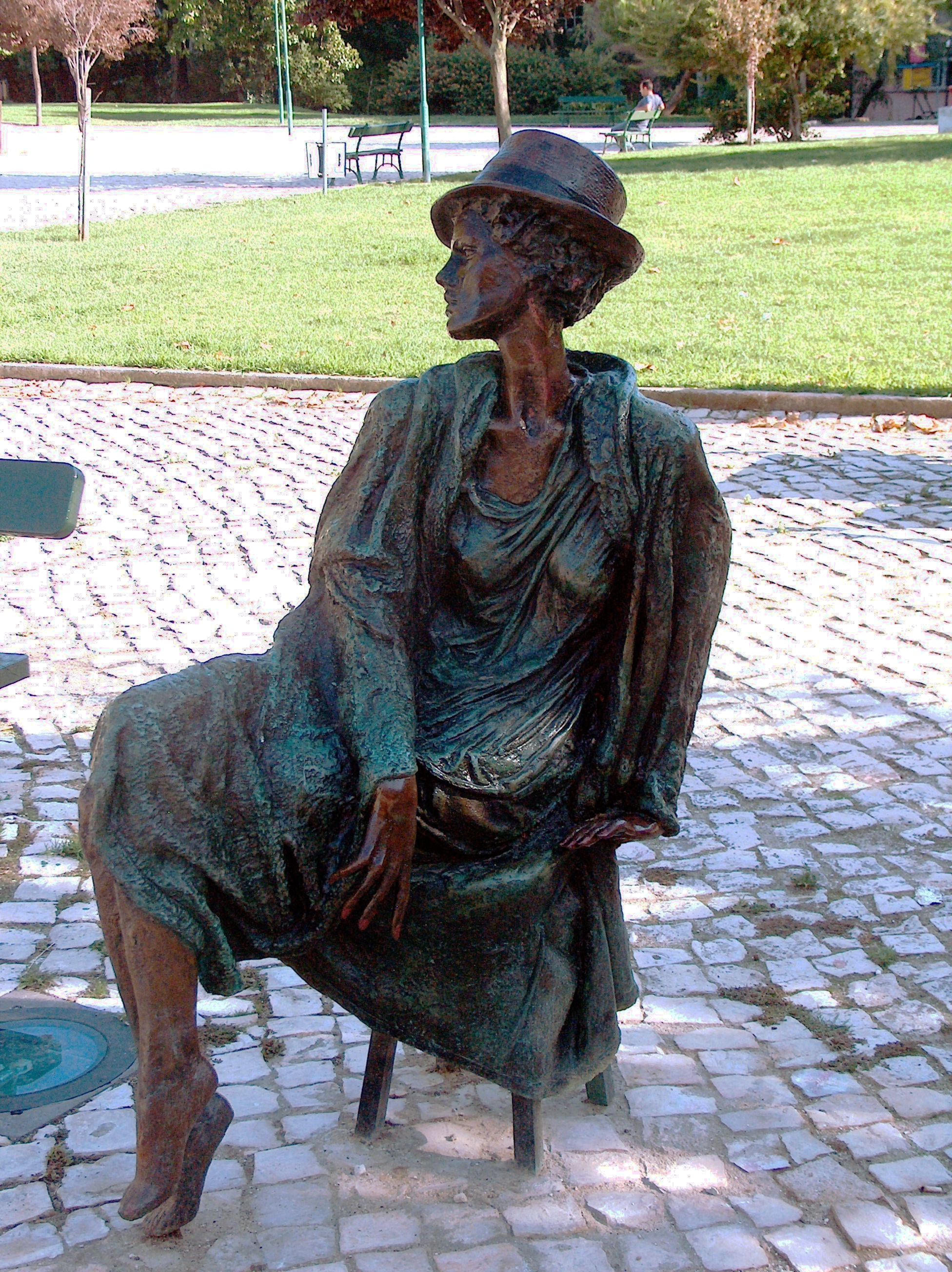
Empalme de cuatro porciones en bronce A Família (La Familia).

- A Família (Empalme de cuatro porciones en bronce)

## Premios
- Medalla de bronce del museo Gonçalves Diogo (Portimão)
- Prémio de Design ICS Para Embalagens (Milán)
- Medalla de la plata (Castelo Branco)

## Multimedia
- Entrevista del Canal RTP África a Jorge Melício el 28 oct 2007

- Datos: Q867026